# Gable Steveson
Gable Dan Steveson (* 31. Mai 2000 in Portage, Indiana) ist ein US-amerikanischer Wrestler, Ringer und  American-Football-Spieler. Seit der Saison 2024 steht er als Defensive Tackle bei den Buffalo Bills unter Vertrag.

## Wrestling-Karriere

### Erste Anfänge (2018–2021)
Steveson begann seine Karriere bei den Daktronics- und Bison Open-Turnieren. Er stellte einen 14-0-Rekord in einer Saison auf. Bei den NCAA Division I National Championships 2019 erreichte er das Halbfinale, wo er von Cassar mit 4-3 Score geschlagen wurde. Obwohl er die Nummer eins in der Rangliste war, trat Steveson als zweiter in die B1G-Meisterschaften ein. Er schaffte es bis ins Finale, dort besiegte er Mason Parris und gewann den Conference-Titel. Steveson sollte dann bei den NCAA-Meisterschaften teilnehmen, welche aufgrund der COVID-19-Pandemie abgesagt wurden.
Im Sommer 2020 nahm er an den Olympischen Spielen teil, hier gewann er die Goldmedaille im Freistilringen. Mit diesem Gewinn sicherte er sich das Recht, die USA bei den Weltmeisterschaften 2021 zu vertreten. Dies lehnte er jedoch ab. Im Oktober 2020 gewährte die NCAA ein weiteres Turnier, auch hier stellte er einen 9-0-Rekord auf. Während der Nachsaison gewann er seinen zweiten Titel in der Big-Ten-Meisterschaft. Nach der Saison wurde der dominante Steveson, zusammen mit Spencer Lee aus Iowa, mit der renommierten Dan Hodge Trophy als bester College-Ringer der Saison ausgezeichnet.

### World Wrestling Entertainment (seit 2021)
Am 4. September 2021 unterschrieb er einen Vertrag bei WWE. Am 4. Oktober 2021 wurde er beim WWE Draft zu Raw gedraftet. Sein Debüt sollte ursprünglich im März 2022 erfolgen. Am 2. April 2022 debütierte er bei WrestleMania 38, nachdem er von Stephanie McMahon vorgestellt worden war.

## Ringerkarriere
Bei den Olympischen Sommerspielen 2020 gewann er im August 2021 in Tokio in der Klasse bis 125 kg die Goldmedaille gegen den Georgier Geno Petriaschwili.

## American Football in der NFL
Im Mai 2024 unterschrieb er einen Vertrag über drei Jahre bei den Buffalo Bills, wo er als Defensive Tackle vorgesehen ist.